# Кастелан (Полша)
Кастелан (на полски: Kasztelan, на латински: comes castellanus) e земски (териториален) управител в средновековна Полша, който имал право на място в Сената на Полша; наименованието „кастелан“ се появява през XII век. 
Неговата роля е да се занимава с икономическата администрация (събиране на васелен данък към владетеля), отбраната и съдебната власт в кастеланията (поверената му територия). Кастеланията (на полски: Kasztelania) е подразделение на дадено войводство до края на XV вeк, когато владенията са били административно разделени на провинции за по-големите кастелании и на повяти за по-малките кастелании. Кастеланът е бил управителят на една кастелания.
На кастелана са били подчинени: хорунжият (знаменосецът),, войският, градският съдия и виликът (иконом), надзираващ работата на селяните.
В йерархията кастеланът е най-нисшият по ранг управител сред имащите право на място в Сената и е подчинен на войводата, с изключение на трима по-изтъкнати кастелани – кастеланите на градовете Тракай, Вилнюс и Краков, които имат по-висок ранг от войводите.
Броят на кастеланите в Полско-литовската държава варира с времето и с промяната на границите ѝ.

## История
От началото на XIII век източници от коренните полски земи споменават длъжността кастелан и територията, която той управлява – кастелания. Организационният модел на кастеланията вероятно е заимстван от Чехия, а през XII век е пренесен от Полша в Померания. Приема се обикновено обаче, че кастеланът е просто продължение на съществувалата по-рано длъжност „градски пан“ (градоначалник) под ново име. По същото време в Свещената римска империя император Конрад III реформира администрацията и създава длъжността бургграф. Според някои източници, когато са създавали длъжността кастелан, пястите вероятно са се допряли до немския образец, чиято тя е съпоставима.
Кастеланскитe окръзи обикновено са много по-малки от областите на техните функционални предшественици („градските панове“), въпреки че това зависи от региона. В Краковските земи има 6 кастелании, в Сандомирските земи – 4, в Шерадзките земи – 3, докато във Великополша броят им достига до 30, в Куявия и Добжинската земя до 13, а в Силезия около 60.

### Функции
Основната задача на кастелана е да защитава замъка, града или крепостта (обикновено наричани кастел), които са център накастеланията.
Компетенциите на кастеланите са много широки; включват съдебната система, хазната, управлението на княжеските имоти, както и военните въпроси. Той е подкрепен при изпълнението на всички тези функции от:
- Знаменосец (на латински: vexillifer) – отговорен за събирането на рицари за битка.
- Вилик (на латински: vilicus, също иконом) – занимава се с икономически въпроси.
- Войски (на латински: tribunus) – заместващ го по военните въпроси.
- Градски съдия (на латински: iudex castri) – замества го в съдийството.

Част от приходите от трибути и съдебни такси се разпределят на кастеланите като възнаграждение, свързано с тяхната длъжност. .
- Свидетелство от Лукаш Горки, кастелан на Познан, за събирането на мита от търговци в Люблинската търговска камара. Документ от 18 март 1528 г.
- Восъчен печат с герба на Лодзия, принадлежащ на Лукаш Горки, прикачен върху пергамент.
- Запис на наемите от имения и градини за съвета на Познан. Съставен от братята кастелани, Станислав и Доброгост Остророги. Документ от 1448 г.

### Значимост на длъжността
Длъжността на кастелана, първоначално висока, започва да намалява с напредването на фрагментацията – все по-малките княжества не се нуждаят от многобройни местни администрации. Освен това предоставянето на имунитет изключва огромни площи земя от администрацията на кастелана. В последния период от разпадането на областното делене на Кралство Полша между 1138 г. до коронацията на Болеслав III Кривоусти през 1320 г., кастеланът се превръща в почетна служба, без реална власт. Въвеждането на длъжността староста по време на чешкото управление лишава кастелана от всякаква останала власт и разделението на кастеланиите е заменено с разделение на повяти. Този процес е улеснен от анексирането на териториите на Киевска Рус от Полша, където тази служба никога не е съществувала. Последните съдебни правомощия на кастелана са прехвърлени на земските съдилища през 1454 г. В първите години на управлението си Владислав I Локетек се опитва да ликвидира кастеланиите изцяло, като не назначава нови кастелани (главно във Великополша). Този процес е спрян от Кажимеж III Велики. С намаляването на значимостта на кастелана губят значимост и неговите помощни служители.

## Йерархия
Сред сенаторските длъжности на Първата полска република най-високият пост сред светските сенатори е заемал кастеланът на Краков, дори по-висок от всички войводи. Сред войводите седят и кастеланите на Вилнюс и Тракай, който са им равни по ранг. Тия трима кастелана се наричат „Изтъкнати кастелани“ (на полски: Kasztelanowie Wyróżnieni). След войводите и тия трима изтъкнати кастелани в йерархията се поместват 31 „Велики кастелани“ (на полски: Kasztelanowie Więksi):
кастелан Познански; кастелан Сандомежски; кастeлан Калишски; кастелан Войнички; кастелан Гнезненски; кастелан Шерадзски; кастелан Ленчицки; кастелан Жмудзки; кастелан Бжесц-Куявски (на руски език); кастелан Киевски; кастелан Иновроцлавски; кастелан Лвовски; кастeлан Волински; кастелан Камински; кастелан Смоленски; кастелан Люблински; кастелан Полоцки; кастелан Белзки (на руски език); кастелан Новгродски; кастелан Плоцки; кастелан Витебски; кастелан Черски (на руски език); кастeлан Жарнувски (на полски език); кастелан Подляски; кастeлан Равски; кастeлан Бжешчколитевски; кастелан Хелмниски; кастелан Мстиславски; кастeлан Елбльонгски; кастелан Брацлавски; кастелан Гдански; кастелан Мински.
Под тях следват т. нар. „малки“ или „дръжкови“ кастелани (на полски: Kasztelanowie Mniejsi или Kasztelanowie Drążkowi), защото седят в сенаторската зала в края и не на столове, а на тесни пейки до стената (дръжки). Едва през 1775 г. тази дискриминация е премахната. Те са били 42 на брой. По ред, в който са:
кастелан Ливонски; кастелан Черниговски; кастелан  Сандецки; кастелан Мендзижечски; кастелан Вислицки (на полски език); кастелан  Бечски; кастелан  Рогозински (на полски език); кастелан Радомски;  кастелан Завихойски (на полски език); кастелан Ландски (на полски език); кастелан Шремски; кастелан Жарнувски (на полски език); кастелан Малогощски (на полски език); кастелан Велюнски; кастелан Пшемишълски; кастелан  Галички; кастелан Санокски; кастелан Хелмски; кастелан Добжински (на полски език); кастелан Поланецки (на полски език); кастелан Пшементски (на полски език); кастелан Кшивински (на полски език); кастелан Чехувски (на полски език); Кастелан Накиелски; кастелан  Разпшански (на полски език); Кастелан Беховски (на полски език); кастелан  Бидгошчски; кастелан Крушвицки (на полски език); кастелан Освиенцимски; кастелан  Камински; кастелан Спицимежски (на полски език); кастелан Иновлодзки; кастелан Ковалски (на руски език); кастелан Сантокски (на полски език); кастелан Варшавски; кастелан Гостинински; кастелан Визниски (на руски език); кастелан Рацьонжецки (на полски език); кастелан  Шерпецки; кастелан Вишогродски (на полски език); кастелан Рипински; кастелан  Закрочимски (на полски език); кастелан Чехановски; кастелан Лвовски; кастелан Слонски (на полски език); кастелан Любачовски; по-късно се появяват и длъжностите: кастелан Венденски; кастелан Дорпатски; кастелан Парнавски.
В самия край на сенаторските поземлени служби има трима т. нар „конрарски кастелана“ (на полски: kasztelanów konarskich;кастелан-щалмайстери – управители на княжеската конюшня) – конарски кастелан Шерадзски, конарски кастелан Ленчицки и конарски кастелан Иновроцлавски. До XIV век „конарски кастелан“ е синоним на длъжностно лице, наречено конюшни (управител на конюшня; в Първото българско царство се среща като „коместабуларий“ или „комис с конете“, а в Третото български царство като „щалмайстер“ (на немски: управител на конюшня). Но години по-късно това име е забравено; то е запазено само в три земи (Куявия, Ленчишко, Шерадзко). Въпреки това дори в тези региони не се помнело, че наименованието „кастелан конарски“ се отнася именно за управители на кралските конюшни, а погрешно се считало, че то обозначава касталан на село, наречено Конари (от сорта на кастелан Варненски например). При създаването на Сената на Полско-литовската държава в него са включени всички малки сенатори, а сред кастеланите са включени и трима „кастелани конарски“. Както пише Збигнев Горалски:
| „ | По този начин, поради така и не поправена грешка, в Сената на Републиката редом с най-висшите държавни чиновници и магнати седнали трима управители на конюшни с титли на практически несъществуващи териториални управи. | “ |

 Традиционно децата на кастеланите имат право на титлите на баща си. За синовете титлата е била кастеланич, а за дъщерите — кастеланка.

## Видове кастелани
| Кастeлан                                  | Войвоводство                         |
| ----------------------------------------- | ------------------------------------ |
| Кастелан Белзки (на руски език)           | Белко войводство                     |
| Кастелан Любачовски                       | Белко войводство                     |
| Кастелан Буски (на руски език)            | Белко войводство                     |
| Кастелан Бжесц-Куявски (на руски език)    | Бжешчкокуявско войводство            |
| Кастелан Крушвицки (на полски език)       | Бжешчкокуявско войводство            |
| Кастелан Ковалски (на руски език)         | Бжешчкокуявско войводство            |
| Кастелан Конарскокуявски                  | Бжешчкокуявско войводство            |
| Кастeлан Бжешчколитевски                  | Бжешчколитевско войводство           |
| Кастелан Пински                           | Бжешчколитевско войводство           |
| Кастелан Брацлавски                       | Брацлавско войводство                |
| Кастелан Хелмниски                        | Хелминско войводство                 |
| Кастeлан Черниговски                      | Черниговско войводство               |
| Кастелан Ливонски                         | Инфлянтско войводство                |
| Кастелан Дорпатски                        | Инфлянтско войводство                |
| Кастелан Иновроцлавски                    | Иновроцлавско войводство             |
| Кастeлан Добжински (на полски език)       | Иновроцлавско войводство             |
| Кастелан Бидгошчски                       | Иновроцлавско войводство             |
| Кастелан Рипински                         | Иновроцлавско войводство             |
| Кастелан Слонски (на полски език)         | Иновроцлавско войводство             |
| Кастeлан Калишски                         | Калишко войводство                   |
| Кастелан Гнезненски                       | Калишко войводство                   |
| Кастелан Ландски (на полски език)         | Калишко войводство                   |
| Кастелан Накиелски                        | Калишко войводство                   |
| Кастелан Беховски (на полски език)        | Калишко войводство                   |
| Кастелан Камински                         | Калишко войводство                   |
| Кастелан Киевски                          | Киевско войводство                   |
| Кастелан Житомирски                       | Киевско войводство                   |
| Кастелан Овручки (на руски език)          | Киевско войводство                   |
| Кастелан Краковски                        | Краковско войводство                 |
| Кастелан Войнички                         | Краковско войводство                 |
| Кастелан Сандецки                         | Краковско войводство                 |
| Кастелан Бечски                           | Краковско войводство                 |
| Кастeлан Освиенцимски                     | Краковско войводство                 |
| Кастелан Ленчицки                         | Ленчишко войводство                  |
| Кастелан Бжежински                        | Ленчишко войводство                  |
| Кастелан Иновлодзки                       | Ленчишко войводство                  |
| Кастелан конарски Ленчицки                | Ленчишко войводство                  |
| Кастелан Люблински                        | Люблинско войводство                 |
| Кастелан Луковски                         | Люблинско войводство                 |
| Кастeлан Елбльонгски                      | Малборкско войводство                |
| Кастелан Черски (на руски език)           | Мазовско войводство                  |
| Кастелан Мазовецки                        | Мазовско войводство                  |
| Кастелан Варшавски                        | Мазовско войводство                  |
| Кастелан Визниски (на руски език)         | Мазовско войводство                  |
| Кастелан Вишогродски (на полски език)     | Мазовско войводство                  |
| Кастелан Закрочимски (на полски език)     | Мазовско войводство                  |
| Кастелан Чехановски                       | Мазовско войводство                  |
| Кастелан Ливски (на руски език)           | Мазовско войводство                  |
| Кастелан Мински                           | Минско войводство                    |
| Кастелан Мозирски                         | Минско войводство                    |
| Кастелан Мстиславски                      | Мшчиславско войводство               |
| Кастелан Новгродски                       | Новогрудско войводство               |
| Кастелан Слонимски                        | Новогрудско войводство               |
| Кастелан Волковийски (на полски език)     | Новогрудско войводство               |
| Кастeлан Парнавски                        | Парнавско войводство                 |
| Кастелан Подляски                         | Подляско войводство                  |
| Кастелан Каменецки                        | Подолско войводство                  |
| Кастелан Плоцки                           | Плоцко войводство                    |
| Кастелан Рацьонжецки (на полски език)     | Плоцко войводство                    |
| Кастелан Шерпецки                         | Плоцко войводство                    |
| Кастелан Полоцки                          | Полоцко войводство                   |
| Кастелан Гдански                          | Поморско войводство                  |
| Кастелан Познански                        | Познанско войводство                 |
| Кастелан Мендзижечски                     | Познанско войводство                 |
| Кастелан Рогозински (на полски език)      | Познанско войводство                 |
| Кастелан Шремски                          | Познанско войводство                 |
| Кастелан Пшементски (на полски език)      | Познанско войводство                 |
| Кастeлан Кшивински (на полски език)       | Познанско войводство                 |
| Кастeлан Сантокски (на полски език)       | Познанско войводство                 |
| Кастeлан Равски                           | Равско войводство                    |
| Кастелан Сохачевски                       | Равско войводство                    |
| Кастeлан Гостинински                      | Равско войводство                    |
| Кастелан Лвовски                          | Рутенско войводство                  |
| Кастелан Пшемишълски                      | Рутенско войводство                  |
| Кастeлан Галички                          | Рутенско войводство                  |
| Кастелан Санокски                         | Рутенско войводство                  |
| Кастeлан Хелмски                          | Рутенско войводство                  |
| Кастелан Сандомежски                      | Сандомежко войводство                |
| Кастелан Вислицки (на полски език)        | Сандомежко войводство                |
| Кастелан Радомски                         | Сандомежко войводство                |
| Кастелан Завихойски (на полски език)      | Сандомежко войводство                |
| Кастeлан Жарнувски (на полски език)       | Сандомежко войводство                |
| Кастелан Малогощски (на полски език)      | Сандомежко войводство                |
| Кастелан Поланецки (на полски език)       | Сандомежко войводство                |
| Кастелан Чехувски (на полски език)        | Сандомежко войводство                |
| Кастелан Шерадзски                        | Шерадзко войводство                  |
| Кастелан Велюнски                         | Шерадзко войводство                  |
| Кастелан Разпшански (на полски език)      | Шерадзко войводство                  |
| Кастeлан Спицимежски (на полски език)     | Шерадзко войводство                  |
| Кастелан конарски Шерадзски               | Шерадзко войводство                  |
| Кастелан Смоленски                        | Смоленско войводство                 |
| Кастелан Стародубовски                    | Смоленско войводство                 |
| Кастелан Тракайски                        | Троцка провинция                     |
| Кастелан Гроднески                        | Троцка провинция                     |
| Кастeлан Каунаски                         | Троцка провинция                     |
| Кастелан Меречки (на полски език)         | Троцка провинция                     |
| Кастелан Венденски                        | Венденско войводство                 |
| Кастелан Вилнюски                         | Вилненско войводство                 |
| Кастeлан Браславски                       | Вилненско войводство                 |
| Кастелан Лидски                           | Вилненско войводство                 |
| Кастелан Ошмянски                         | Вилненско войводство                 |
| Кастелан Великомежски (на английски език) | Вилненско войводство                 |
| Кастелан Витебски                         | Витебско войводство                  |
| Кастелан Оршански                         | Витебско войводство                  |
| Кастeлан Волински                         | Волинско войводство                  |
| Кастелан Жмудзки                          | Жмудзко войводство/Жмудзко княжество |

## Виж също
- Кастелан